# تصفيات كأس العالم 2018 – أوروبا المجموعة د

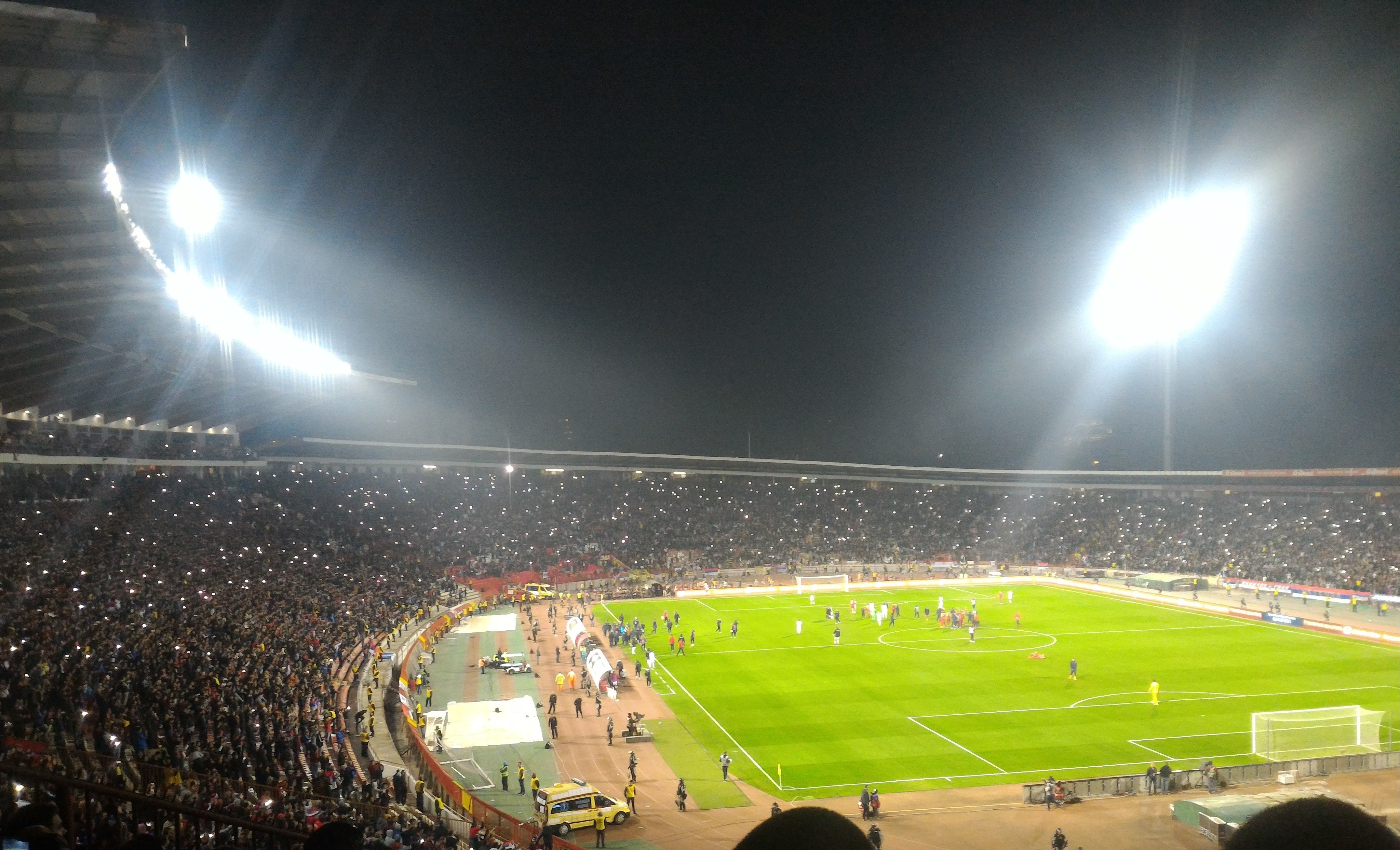

تصفيات كأس العالم لكرة القدم 2018 – أوروبا المجموعة د هي إحدى مجموعات اليويفا التسعة في تصفيات كأس العالم لكرة القدم 2018. تتألف المجموعة من ستة فرق: ويلز، النمسا، صربيا، جمهورية أيرلندا، مولدوفا، وجورجيا.
فائز المجموعة سوف يتأهل مباشرة إلى كأس العالم لكرة القدم 2018.

## الترتيب
| كسر تعادل تصفيات كأس العالم لكرة القدم 2018 |
| --- |
| في نظام الدوري ذهابًا وإيابًا، يستند ترتيب الفرق في كل مجموعة على المعايير التالية (مادتي اللوائح 20.6 و20.7): 1. النقاط (3 نقاط للفوز، نقطة واحدة للتعادل، لا شيء للخسارة) 2. فارق الأهداف 3. الأهداف المسجلة 4. النقاط في المباريات بين الفرق المتعادلة 5. فارق الأهداف في المباريات بين الفرق المتعادلة 6. الأهداف المسجلة في المباريات بين الفرق المتعادلة 7. الأهداف الخارجية المسجلة في المباريات بين الفرق المتعادلة (إذا كان التعادل هو فقط بين فريقين) 8. نقاط اللعب النظيف - بطاقة صفراء واحدة: ناقص نقطة - بطاقة حمراء غير مباشرة (بطاقة صفراء ثانية): ناقص 3 نقطة - بطاقة حمراء مباشرة: ناقص 4 نقاط - بطاقة صفراء ثم بطاقة حمراء مباشرة: ناقص 5 نقاط 9. وضع قرعة من قبل لجنة الفيفا المنظمة |

| م | الفريق          | لعب | ف | ت | خ | أ.له | أ.ع | أ.ف | نقاط | التأهل                             |     |     |     |     |     |     |     |
| - | --------------- | --- | - | - | - | ---- | --- | --- | ---- | ---------------------------------- | --- | --- | --- | --- | --- | --- | --- |
| 1 | صربيا           | 10  | 6 | 3 | 1 | 20   | 10  | +10 | 21   | التأهل لكأس العالم لكرة القدم 2018 |     | —   | 2–2 | 1–1 | 3–2 | 1–0 | 3–0 |
| 2 | جمهورية أيرلندا | 10  | 5 | 4 | 1 | 12   | 6   | +6  | 19   | التقدم للمرحلة الثانية             |     | 0–1 | —   | 0–0 | 1–1 | 1–0 | 2–0 |
| 3 | ويلز            | 10  | 4 | 5 | 1 | 13   | 6   | +7  | 17   |                                    |     | 1–1 | 0–1 | —   | 1–0 | 1–1 | 4–0 |
| 4 | النمسا          | 10  | 4 | 3 | 3 | 14   | 12  | +2  | 15   |                                    | 3–2 | 0–1 | 2–2 | —   | 1–1 | 2–0 |     |
| 5 | جورجيا          | 10  | 0 | 5 | 5 | 8    | 14  | −6  | 5    |                                    | 1–3 | 1–1 | 0–1 | 1–2 | —   | 1–1 |     |
| 6 | مولدوفا         | 10  | 0 | 2 | 8 | 4    | 23  | −19 | 2    |                                    | 0–3 | 1–3 | 0–2 | 0–1 | 2–2 | —   |     |

## المباريات
| جورجيا       | 1–2                        | النمسا                  |
| ------------ | -------------------------- | ----------------------- |
| أنانيدزه 78' | تقرير (فيفا) تقرير (يويفا) | هينترغر 16' · يانكو 42' |

| صربيا                            | 2–2                        | جمهورية أيرلندا            |
| -------------------------------- | -------------------------- | -------------------------- |
| كوستيتش 62' · تاديتش 69' (ركلة.) | تقرير (فيفا) تقرير (يويفا) | هنريك 3' · داريل ميرفي 80' |

| ويلز                                        | 4–0                        | مولدوفا |
| ------------------------------------------- | -------------------------- | ------- |
| فوكس 38' · آلن 44' · بيل 51'، 90+5' (ركلة.) | تقرير (فيفا) تقرير (يويفا) |         |

| النمسا               | 2–2                        | ويلز                        |
| -------------------- | -------------------------- | --------------------------- |
| أرناوتوفيتش 28'، 48' | تقرير (فيفا) تقرير (يويفا) | آلن 22' · فيمر 45+1' (ه.ذ.) |

| مولدوفا | 0–3                        | صربيا                                     |
| ------- | -------------------------- | ----------------------------------------- |
|         | تقرير (فيفا) تقرير (يويفا) | كوستيتش 19' · إيفانوفيتش 37' · تاديتش 59' |

| جمهورية أيرلندا | 1–0                        | جورجيا |
| --------------- | -------------------------- | ------ |
| كولمان 56'      | تقرير (فيفا) تقرير (يويفا) |        |

| ويلز    | 1–1                        | جورجيا          |
| ------- | -------------------------- | --------------- |
| بيل 10' | تقرير (فيفا) تقرير (يويفا) | أوكرياشفيلي 57' |

| مولدوفا       | 1–3                        | جمهورية أيرلندا           |
| ------------- | -------------------------- | ------------------------- |
| بوغايوف 45+1' | تقرير (فيفا) تقرير (يويفا) | لونغ 2' · ماكلين 69'، 76' |

| صربيا                             | 3–2                        | النمسا                         |
| --------------------------------- | -------------------------- | ------------------------------ |
| أ. ميتروفيتش 6'، 23' · تاديتش 74' | تقرير (فيفا) تقرير (يويفا) | مارسيل سابيتزر 16' · يانكو 62' |

| النمسا | 0–1                        | جمهورية أيرلندا |
| ------ | -------------------------- | --------------- |
|        | تقرير (فيفا) تقرير (يويفا) | ماكلين 48'      |

| جورجيا               | 1–1                        | مولدوفا               |
| -------------------- | -------------------------- | --------------------- |
| فاليري كازيشفيلي 16' | تقرير (فيفا) تقرير (يويفا) | أليكساندرو جاتكان 78' |

| ويلز    | 1–1                        | صربيا            |
| ------- | -------------------------- | ---------------- |
| بيل 30' | تقرير (فيفا) تقرير (يويفا) | أ. ميتروفيتش 86' |

| جورجيا       | 1–3                        | صربيا                                                |
| ------------ | -------------------------- | ---------------------------------------------------- |
| كاتشارافا 6' | تقرير (فيفا) تقرير (يويفا) | تاديتش 45' (ركلة.) · ميتروفيتش 64' · غاتشينوفيتش 86' |

| النمسا                       | 2–0                        | مولدوفا |
| ---------------------------- | -------------------------- | ------- |
| أرناوتوفيتش 75' · هارنيك 90' | تقرير (فيفا) تقرير (يويفا) |         |

| جمهورية أيرلندا | 0–0                        | ويلز |
| --------------- | -------------------------- | ---- |
|                 | تقرير (فيفا) تقرير (يويفا) |      |

| مولدوفا                 | 2–2                        | جورجيا                           |
| ----------------------- | -------------------------- | -------------------------------- |
| غينساري 15' · ديدوف 36' | تقرير (فيفا) تقرير (يويفا) | ميريباشفيلي 66' · قازايشفيلي 70' |

| جمهورية أيرلندا | 1–1                        | النمسا      |
| --------------- | -------------------------- | ----------- |
| والترز 85'      | تقرير (فيفا) تقرير (يويفا) | هينترغر 31' |

| صربيا         | 1–1                        | ويلز              |
| ------------- | -------------------------- | ----------------- |
| ميتروفيتش 74' | تقرير (فيفا) تقرير (يويفا) | رامزي 35' (ركلة.) |

| جورجيا | ضد                         | جمهورية أيرلندا |
| ------ | -------------------------- | --------------- |
|        | تقرير (فيفا) تقرير (يويفا) |                 |

| صربيا | ضد                         | مولدوفا |
| ----- | -------------------------- | ------- |
|       | تقرير (فيفا) تقرير (يويفا) |         |

| ويلز | ضد                         | النمسا |
| ---- | -------------------------- | ------ |
|      | تقرير (فيفا) تقرير (يويفا) |        |

| النمسا | ضد                         | جورجيا |
| ------ | -------------------------- | ------ |
|        | تقرير (فيفا) تقرير (يويفا) |        |

| مولدوفا | ضد                         | ويلز |
| ------- | -------------------------- | ---- |
|         | تقرير (فيفا) تقرير (يويفا) |      |

| جمهورية أيرلندا | ضد                         | صربيا |
| --------------- | -------------------------- | ----- |
|                 | تقرير (فيفا) تقرير (يويفا) |       |

| جورجيا | ضد                         | ويلز |
| ------ | -------------------------- | ---- |
|        | تقرير (فيفا) تقرير (يويفا) |      |

| النمسا | ضد                         | صربيا |
| ------ | -------------------------- | ----- |
|        | تقرير (فيفا) تقرير (يويفا) |       |

| جمهورية أيرلندا | ضد                         | مولدوفا |
| --------------- | -------------------------- | ------- |
|                 | تقرير (فيفا) تقرير (يويفا) |         |

| مولدوفا | ضد                         | النمسا |
| ------- | -------------------------- | ------ |
|         | تقرير (فيفا) تقرير (يويفا) |        |

| صربيا | ضد                         | جورجيا |
| ----- | -------------------------- | ------ |
|       | تقرير (فيفا) تقرير (يويفا) |        |

| ويلز | ضد                         | جمهورية أيرلندا |
| ---- | -------------------------- | --------------- |
|      | تقرير (فيفا) تقرير (يويفا) |                 |

## وصلات خارجية
- Official FIFA World Cup website

  - Qualifiers – Europe: Round 1, FIFA.com
- FIFA World Cup, UEFA.com
  - Standings – Qualifying round: Group D, UEFA.com